# 天主教威诺纳-罗切斯特教区
天主教威洛納-羅徹斯特教區（拉丁語：Dioecesis Winonensis--Roffensis）是美國一個羅馬天主教教區，屬聖保祿及明尼波利斯總教區。成立於1889年11月26日。2018年3月27日易名至今。
範圍包括明尼蘇達州南部，教座位於威洛納。2010年有教友134,449人（佔轄區總人口23.0%）、114個堂區、117名司鐸。現任教區主教若望·M·奎恩。